# Pizystrat
Pizystrat (gr. Πεισίστρατος) – tyran Aten w latach 561-527 p.n.e. Dynastia Pizystratydów (on oraz jego synowie, Hipparchos i Hippiasz) panowała w Atenach do 510 p.n.e.
Był jednym z tyranów ateńskich od 561/560 r. p.n.e. Swoją pozycję zawdzięczał konfliktom między rodzinami arystokratycznymi. Obok Pizystrata po ustąpieniu Solona w trakcie walk dominującą pozycję na scenie politycznej osiągnęli także Likurg, wspieranego przez  – „mieszkańców równiny” (pediakoi) oraz Megakles z rodu Alkmeonidów, który miał poparcie „mieszkańców wybrzeża” (paralioi). Pizystrat stał na czele „mieszkańców gór” (diakrioi). Był popierany przez ubogich mieszkańców Aten oraz biednych rolników. Dojść do władzy pomogły mu zyski z jego kopalni złota. Odegrał w historii tej polis ważną rolę. Przejął władzę po Solonie, albowiem ten nie wprowadził równowagi wewnętrznej w państwie. Kluczowe było jednak upozorowanie przez Pizystrata zamachu na jego osobę. Rzekomo raniony, zaapelował o przyznanie mu gwardii przybocznej, tzw. noszących maczugi (κορυνηφόροι), „ile że przedtem już odznaczył się jako wódz w czasie wyprawy przeciw
Megarejczykom, zdobył Nizaję i innych wielkich czynów dokonał.”. Z takim wsparciem zdobycie władzy było ułatwione.
Popierał rozwój rzemiosła i handlu. Był przywódcą stronnictwa diakrów (małorolnych górali). Dla polepszenia sytuacji rolników wprowadził pożyczki państwowe, ulgi podatkowe, ustanowił także sędziów gminnych, którzy objeżdżali dany region, aby mieszkańcy Attyki nie tracili czasu na podróż do miasta. Dążąc do centralizacji państwowej, wprowadził na terenie całego państwa podatek dochodowy (wynoszący dziesiątą część plonów) i stałą armię. Podobnie jak inni tyrani, Pizystrat popierał rozwój kultury; zasłynął jako opiekun sztuk pięknych. M.in. dzięki jego staraniom zostały podobno zebrane i spisane, przekazywane dotąd jedynie ustnie, poematy homerowe Iliada i Odyseja. Pod patronatem tyrana rozwijała się poezja i sztuka – w tym czasie w Atenach narodził się grecki dramat.
Za jego czasów rozbudowano obchody świąt państwowych – Wielkie Dionizje oraz Panatenaje ku czci Ateny, nie nabrały one jednak charakteru ogólnogreckiego (na wzór igrzysk olimpijskich). Podczas tych świąt oprócz konkurencji sportowych organizowano zawody recytatorskie i muzyczne.
Pizystrat rozpoczął budowę Partenonu na Akropolu w Atenach (dokończoną przez jego synów) i świątyni Demeter w Eleusis. Rozbudował także samo miasto, jednak drewniana zabudowa spłonęła podczas najazdu Persów w 480 p.n.e.
W dziedzinie gospodarczej Pizystrat kontynuował działania Solona. Inwestował także w rozwój rzemiosła, za czasów jego panowania czarnofigurowa ceramika ateńska osiągnęła szczyt artyzmu i zaczęła docierać do północnych wybrzeży Morza Egejskiego, do Jonii, Syrii i na Cypr. Znamy nawet imiona najznamienitszych twórców wazowych: Nearchos, Eksekias, Euthymides, Eufronios.
Panowanie Pizystrata musiało być powszechnie akceptowane, na co wskazuje fakt pokojowego i bezproblemowego przejęcia władzy przez jego synów. Pozytywną opinię o rządach Pizystrata miał między innymi Arystoteles, pisząc „kierował państwem raczej jak dobry obywatel niż jak tyran” (Ustrój Aten 14) „ludzki i łagodny, łatwo przebaczał tym, którzy wobec niego zawinili, a ludziom biednym pożyczał nawet pieniądze na potrzeby związane z gospodarstwem, tak że spokojnie mogli ziemię swą uprawiać. Robił to z dwóch powodów: po pierwsze, ażeby ludzie nie trwonili czasu siedząc w mieście, lecz byli rozproszeni po całym kraju, po drugie, ażeby mając wszystkiego pod dostatkiem i myśląc o swoich własnych sprawach, nie mieli ani ochoty, ani czasu na zajmowanie się sprawami państwa. Tym samym wzrastały i jego dochody, ponieważ ziemia była uprawiana, a on od plonów ściągał dziesięcinę (...) We wszystkich bowiem zarządzeniach starał się postępować zgodnie z prawami i nie pozwalał sobie samemu na żadne nadużycia. Kiedyś wezwany przed sąd Areopagu o zbrodnię zabójstwa, stawił się sam, ażeby się bronić, jednak oskarżyciel przestraszył się i sprawy zaniechał” (tamże, 16).